# Хараула
Хараула (груз. ხარაულა) — село в Грузії.
За даними перепису населення 2014 року в селі проживає 639 осіб.